# تشارلز كونيل
تشارلز كونيل هو سياسي كندي، ولد في 1810 في كندا، وتوفي في 28 يونيو 1873 في كندا. حزبياً، نشط في الحزب الليبرالي الكندي. وقد انتخب عضو مجلس العموم الكندي.